# Монета, Эрнесто Теодоро
Эрнесто Теодоро Монета (итал. Ernesto Teodoro Moneta, 20 сентября 1833, Милан — 10 февраля 1918, Милан) — итальянский журналист, политик и пацифист.

## Биография
Уже в 15-летнем возрасте участвовал в Пяти днях Милана 1848 года — восстании миланцев против австрийского господства. После того он закончил военную академию в Ивреа в Пьемонте и участвовал в Походе тысячи Гарибальди, происшедшей на Сицилии в 1859 году, и в Австро-итальянской войне 1866 года.
Впоследствии, несмотря на свои националистические убеждения, Монета стал активистом движения за мир. В 1867—1896 годах он был редактором демократической газеты Il Secolo. В 1887 году он стал основателем Ломбардской лиги за мир и арбитраж, выступавшей за создание Лиги Наций и разоружение. В 1907 году Монета вместе с Луи Рено был удостоен Нобелевской премии мира.
В последние годы жизни Монета, предпочтя националистические убеждение пацифистским, приветствовал Итало-турецкую войну в 1912 году и вступление Италии в Первую мировую войну в 1915 году.

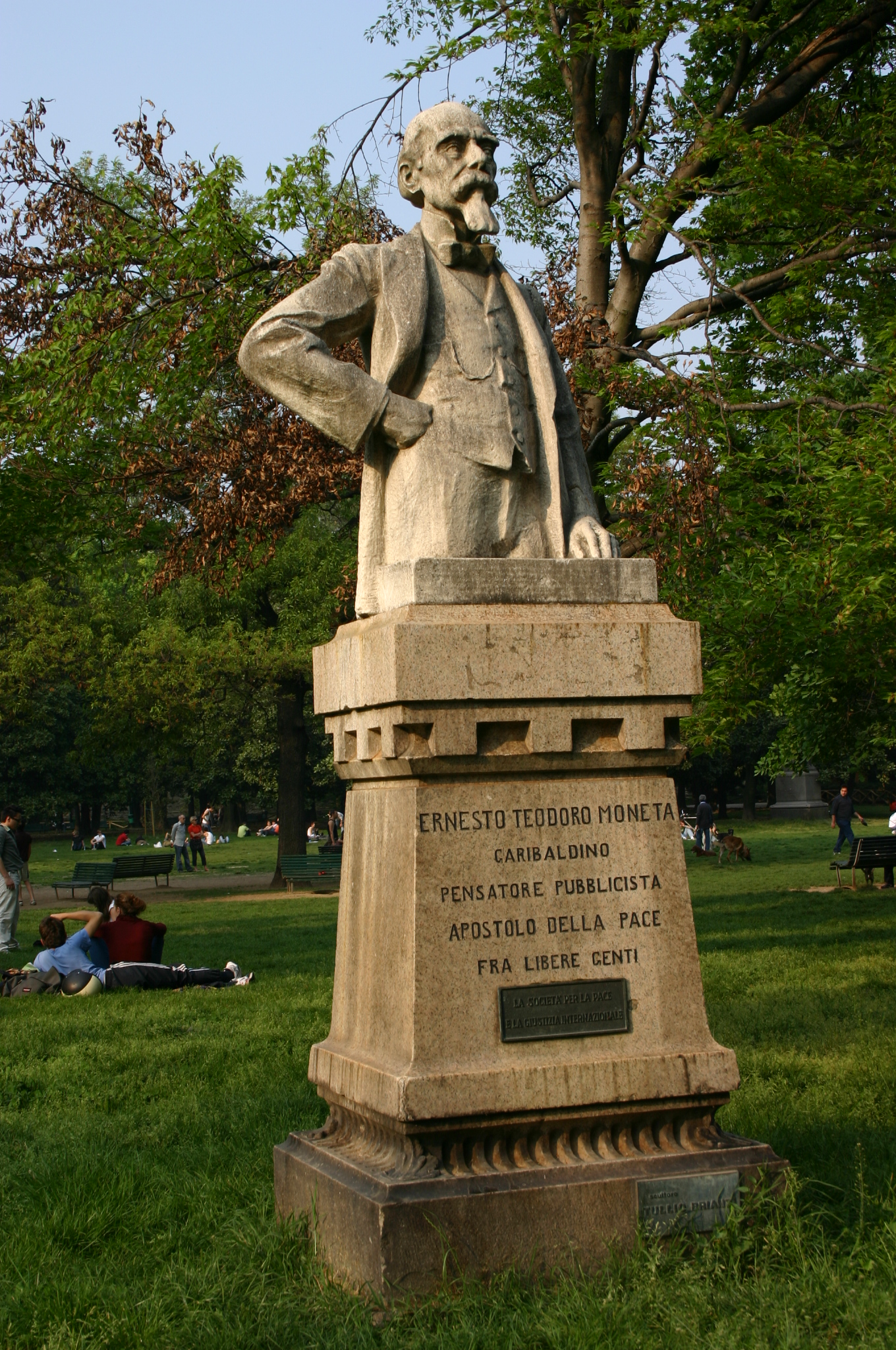
Памятник Монете в Милане.